# Tổng thống lĩnh

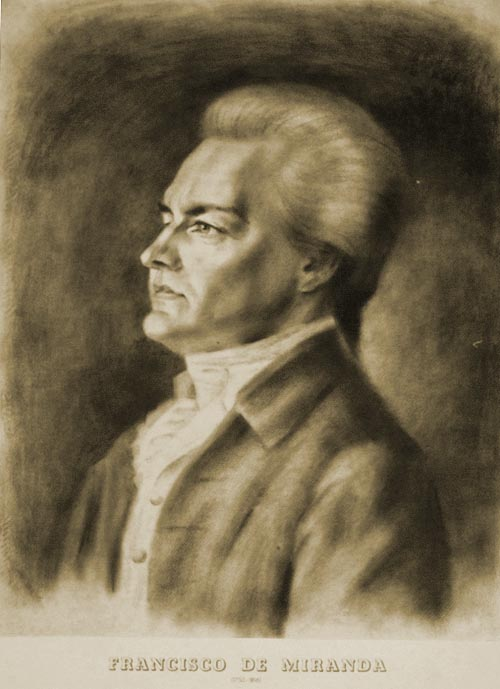
Tổng thống lĩnh Francisco de Miranda

Tổng thống lĩnh (Generalissimus hoặc tiếng Ý: Generalissimo), còn được gọi là Đại nguyên soái hoặc Đại thống tướng, Đại thống lĩnh, là một danh xưng cấp bậc dùng để tôn xưng một cá nhân là Vị thống soái tối cao của các tướng soái. Đây là cấp bậc danh dự dành cho giới quân sự ở một số quốc gia, dù trong hầu hết trường hợp đều không nằm trong hệ thống quân hàm chính thức. Do đó, những trường hợp được tôn xưng hoặc tự xưng là Tổng thống lĩnh, nhưng không thuộc giới quân nhân, hoặc không nắm giữ quyền lực quân sự tối cao nên không được xếp vào phạm vi này.

## Lịch sử
Trong lịch sử quân sự thế giới, từ thời cổ đại đã có nhiều trường hợp một số cá nhân được tôn lên vị trí tổng chỉ huy tối cao chỉ huy các tướng soái tư lệnh của các đội quân trong liên minh quân đội đa quốc gia hoặc lãnh thổ. Tuy nhiên, toàn bộ đều là những chức vụ theo thời vụ chứ chưa hình thành những cấp bậc quân hàm thực sự.
Nguyên nghĩa của từ Generalissimo bắt nguồn từ một thuật ngữ trong tiếng Ý, gồm Generale (tướng lĩnh), cộng với hậu tố -issimo, bắt nguồn từ tiếng Latin issimus (tối cao). Thuật ngữ ghép này nhằm mục đích để xưng danh hiệu cho một cá nhân quân sự là Vị thống soái tối cao của các tướng soái (tiếng Đức: General der Generäle).
Cấp bậc Tổng thống lĩnh chỉ thực sự bắt nguồn từ cuộc Chiến tranh 30 năm (1618-1648), khi nảy sinh nhu cầu cần có một quân nhân nắm giữ vị trí tối cao, chỉ huy các tướng soái tư lệnh của các đội quân trong liên minh quân đội đa quốc gia hoặc lãnh thổ. Về sau, danh hiệu này dần được một số quốc gia sử dụng như một cấp bậc quân sự tối cao dùng để tôn vinh những cá nhân có vai trò ảnh hưởng đặc biệt đến quân đội của quốc gia đó.

## Các Tổng thống lĩnh trong lịch sử thế giới
Dưới đây là danh sách các Tổng thống lĩnh được phong với tư cách là Tổng tư lệnh tối cao Liên quân hoặc được tôn phong bởi bậc quân hàm chính thức kể từ sau khi danh hiệu này xuất hiện lần đầu tiên vào năm 1624.
| Tên                         | Thời gian sống | Cấp bậc                       | Chỉ huy                              | Năm tôn phong | Phụ chú |
| --------------------------- | -------------- | ----------------------------- | ------------------------------------ | ------------- | --- |
| Albrecht von Wallenstein    | 1583–1634      | Generalissimo                 | Đế quốc La Mã Thần thánh             | 1624          | |
| Lennart Torstenson          | 1603–1651      | Generalissimus                | Thụy Điển                            | 1641          | |
| Aleksei Shein               | 1603–1651      | Генералиссимус                | Nga                                  | 1696          | |
| Franz du Hamel              | ?-1705         | Generalissimo                 | Cộng hòa Venezia                     | 1701          | |
| Friedrich av Hessen         | 1676-1751      | Generalissimus                | Thụy Điển                            | 1716          | |
| Aleksandr Menshikov         | 1673–1729      | Генералиссимус                | Nga                                  | 1727          | |
| Maurice d'Elbée             | 1752–1794      | Généralissime                 | Pháp                                 | 1793          | |
| Alexander Suvorov           | 1730–1800      | Генералиссимус                | Nga                                  | 1799          | |
| Manuel Godoy                | 1767-1851      | Generalísimo                  | Tây Ban Nha                          | 1801          | |
| Karl von Österreich-Teschen | 1771-1847      | Generalissimus                | Áo                                   | 1806          | |
| Jean-Baptiste Bernadotte    | 1763–1844      | Generalissimus                | Thụy Điển                            | 1810          | Cấp bậc bấy giờ là Thống chế Pháp |
| Francisco de Miranda        | 1750–1816      | Generalísimo                  | Venezuela                            | 1812          | |
| Miguel de Bragança          | 1802—1866      | Generalíssimo                 | Bồ Đào Nha                           | 1822          | |
| Antonio López de Santa Anna | 1794–1876      | Generalísimo                  | México                               | 1846          | |
| Deodoro da Fonseca          | 1827—1892)     | Generalíssimo                 | Brasil                               | 1890          | |
| Joseph Joffre               | 1852-1931      | Generalissimus                | Khối Hiệp ước                        | 1914          | Cấp bậc bấy giờ của Joffre là Général de division. |
| Ferdinand Foch              | 1851–1929      | Generalissimus                | Khối Hiệp ước                        | 1918          | Cấp bậc bấy giờ của Foch là Général de division. |
| John J. Pershing            | 1860–1948      | General of the Armies         | Hoa Kỳ                               | 1919          | |
| Trương Tác Lâm              | 1873-1928      | 大元帅                        | Trung Hoa Dân quốc                   | 1927          | Quyền lực thực tế chỉ trong lãnh thổ Mãn Châu Lý |
| Rafael Trujillo             | 1891-1961      | Generalísimo                  | Cộng hòa Dominica                    | 1933          | |
| Tưởng Giới Thạch            | 1887-1975      | 特級上將                      | Trung Hoa Dân quốc                   | 1935          | Cấp bậc ban đầu của Tưởng là Thượng tướng, đến năm 1935 mới được thăng hàm Đặc cấp Thượng tướng, dù ông đã nắm chức Tổng tư lệnh tối cao từ năm 1928.               |
| Francisco Franco            | 1892-1975      | Generalísimo                  | Tây Ban Nha                          | 1936          | |
| Benito Mussolini            | 1883–1945      | Primo Maresciallo dell'Impero | Phát xít Ý                           | 1938          | |
| Hermann Göring              | 1893-1946      | Reichsmarschall               | Đức Quốc xã                          | 1941          | |
| Iosif Stalin                | 1879–1953      | Генералиссимус                | Liên Xô                              | 1945          | Giữ chức Tổng tư lệnh tối cao từ năm 1941, đến năm 1943 được phong hàm Nguyên soái, đến năm 1945 được tôn phong Đại nguyên soái.                                    |
| Lon Nol                     | 1913-1985      | Ouk Dam Nea Ek                | Cộng hòa Khmer                       | 1970          | |
| George Washington           | 1732–1799      | General of the Armies         | Hoa Kỳ                               | 1976          | Sinh thời Washington chỉ giữ chức Tổng tư lệnh tối cao nhưng không mang quân hàm cụ thể nào. Được truy phong hàm Đại thống tướng năm 1976.                          |
| Kim Il-sung                 | 1912-1994      | 대원수                        | Cộng hòa Dân chủ Nhân dân Triều Tiên | 1992          | Nhận chức Tổng tư lệnh tối cao Quân đội Nhân dân Triều Tiên từ năm 1948. Năm 1953, được tôn phong hàm Nguyên soái, đến năm 1992 được tôn phong lên Đại Nguyên soái. |
| Than Shwe                   | 1933-nay       | Bo Gyoke Hmu Gyi              | Myanmar                              | 1992          | |
| Kim Jong-il                 | 1942-2011      | 대원수                        | Cộng hòa Dân chủ Nhân dân Triều Tiên | 2012          | Nhận chức Tổng tư lệnh tối cao Quân đội Nhân dân Triều Tiên từ năm 1994. Năm 1992, được tôn phong hàm Nguyên soái. Truy phong Đại Nguyên soái năm 2012.             |

## Một số Đại thống lĩnh chính trị
Dưới đây là danh sách một số nhân vật chính trị nổi tiếng trong lịch sử cũng từng tự xưng hoặc được tôn xưng là Đại thống lĩnh nhưng không thuộc giới quân sự hoặc nắm thực quyền quân sự tối cao. Một số nhân vật chỉ huy quân sự của các lực lượng không chính quy cũng được liệt kê vào đây.
| Tên                           | Thời gian sống | Cấp bậc                       | Chỉ huy                     | Năm tôn phong | Phụ chú |
| ----------------------------- | -------------- | ----------------------------- | --------------------------- | ------------- | --- |
| Anton Ulrich von Braunschweig | 1714-1774      | Генералиссимус                | Nga                         | 1740          | Do vợ là Nữ hoàng Nga Anna Leopoldovna phong cấp Tổng thống lĩnh nhưng không chỉ huy quân đội và cũng không nắm quyền. |
| Henri Christophe              | 1767–1820      | Généralissime                 | Haiti                       | 1807          | Tổng thống Haiti |
| Miguel Hidalgo y Costilla     | 1753–1811      | Generalísimo                  | México                      | 1810          | Lãnh tụ quân khởi nghĩa trong Chiến tranh giành độc lập Mexico                                                         |
| Mutsuhito                     | 1852–1912      | 大元帅                        | Nhật Bản                    | 1872          | Thiên hoàng Nhật Bản. Không nắm thực quyền quân sự                                                                     |
| Cao Tông                      | 1852–1919      | 대원수                        | nhà Triều Tiên              | 1897          | Hoàng đế Hàn Quốc. |
| Máximo Gómez                  | 1836–1905      | Generalísimo                  | Cuba                        | 1898          | Lãnh tụ quân khởi nghĩa trong Chiến tranh giành độc lập Cuba                                                           |
| Thuần Tông                    | 1874-1926      | 대원수                        | nhà Triều Tiên              | 1907          | Hoàng đế Hàn Quốc. |
| Yoshihito                     | 1879–1926      | 大元帅                        | Nhật Bản                    | 1912          | Thiên hoàng Nhật Bản. Không nắm thực quyền quân sự                                                                     |
| Tôn Trung Sơn                 | 1866-1925      | 大元帅                        | Trung Hoa Dân quốc          | 1917          | Tổng thống lâm thời Trung Hoa Dân quốc. Không nắm thực quyền quân sự                                                   |
| Hirohito                      | 1901–1989      | 大元帅                        | Nhật Bản                    | 1926          | Thiên hoàng Nhật Bản. Không nắm thực quyền quân sự                                                                     |
| Victor Emmanuel III           | 1869-1947      | Primo Maresciallo dell'Impero | Vương quốc Ý                | 1938          | Vua của Ý. Không nắm thực quyền quân sự                                                                                |
| Mao Trạch Đông                | 1893–1976      | 大元帅                        | Cộng hòa Nhân dân Trung Hoa | 1955          | Từ chối nhận quân hàm .                                                                                                |

### Pháp
- Louis II de Bourbon-Condé (1621–1688)
- Henri de Turenne (1611–1675)
- Claude-Louis-Hector de Villars (1653–1734)
- Maurice de Saxe (1696–1750)
- Nicolas Jean de Dieu Soult (1760–1851)
- Maurice Gamelin (1872–1958)

### Pakistan
- Ayub Khan
- Yahya Khan
- Zia ul Haq
- Pervez Musharraf

### Đế quốc La Mã La Mã Thần thánh / Đế quốc Áo
- Raimondo Montecuccoli (1609–1680)
- Vương công Eugène de Savoie-Carignan (1663–1736)
- Leopold Josef Graf Daun (1705–1766)
- Josef Wenzel, Prince of Liechtenstein (1696–1772)
- Đại công tước Karl của Áo (1771–1847)
- Karl zu Schwarzenberg (1771–1820)

## Quân hàm

Tổng thống lĩnh Liên Xô
Tổng thống lĩnh Pháp
Tổng thống lĩnh Hoa Kỳ
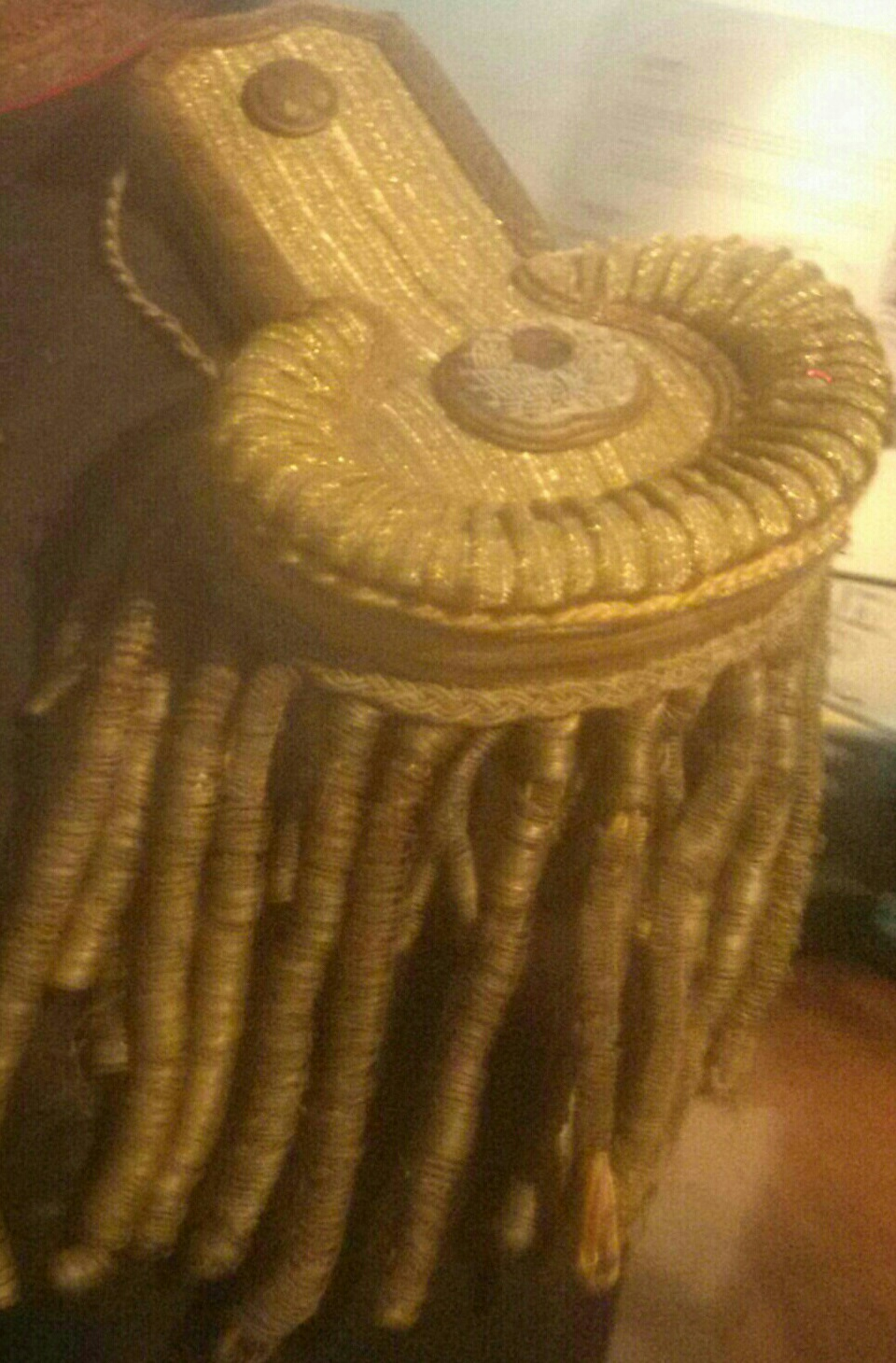
Tổng thống lĩnh Đế quốc Đại Hàn
Tổng thống lĩnh Cộng hòa Dân chủ Nhân dân Triều Tiên
Tổng thống lĩnh Cộng hòa Nhân dân Trung Hoa
Thượng tướng đặc cấp Trung Hoa Dân quốc
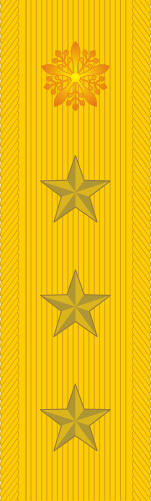
Tổng thống lĩnh Mãn Châu Quốc
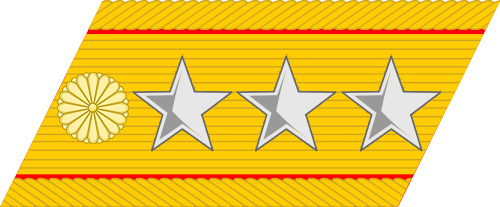
Tổng thống lĩnh Đế quốc Nhật Bản